# Engelskobben
Engelskobben är en ö i Finland. Den ligger i Finska viken och i kommunen Kyrkslätt i den ekonomiska regionen  Helsingfors i landskapet Nyland, i den södra delen av landet. Ön ligger omkring 38 kilometer sydväst om Helsingfors.
Öns area är 3,1 hektar och dess största längd är 290 meter i nord-sydlig riktning. Ön höjer sig omkring 5 meter över havsytan.